# Discoteca Flaming Star
Discoteca Flaming Star (kurz: DFS) ist eine deutsch-spanische, interdisziplinäre Künstlergruppe mit wechselnder Besetzung, die 1998 von ihren Kernmitgliedern Cristina Gómez Barrio (* 1973 in Alhambra, Spanien) und Wolfgang Mayer (* 1967 in Kempten) gegründet wurde.

## Arbeit
Schwerpunkt der künstlerischen Tätigkeit Discoteca Flaming Stars liegt auf ihren Auftritten und Performances. Außerdem schaffen sie Skulpturen, Zeichnungen, Banner, Teppiche und Filmarbeiten, welche installativ angeordnet als Setting für ihre konzeptuellen Musikperformances dienen. Discoteca Flaming Star nutzen Lieder und Texte unterschiedlicher Sprachen, Bilder und Klänge, um das öffentliche Wissen und Gedächtnis zu hinterfragen. Dabei bedienen sie sich an einem breiten Spektrum an Referenzen, unter anderem aus Popkultur oder Dokumentationen von historischen, politischen und sozialen Ereignissen und operieren zwischen sozialer Initiative und Ereignisdokumentation. In ihrer Arbeitsweise begeben sie sich in kooperative Strukturen und interdisziplinäre Zusammenhänge. So bespielten Discoteca Flaming Star in der Vergangenheit immer wieder Rita McBrides Installation Arena, unter anderem 2000 im Neuen Aachener Kunstverein und 2007 in der Tate Gallery of Modern Art in London und dem Whitney Museum of American Art, New York. Die Interventionen der Gruppe wurden als „Hardcore Karaoke“ beschrieben.
2015 waren Discoteca Flaming Star neben der Videokünstlerin Nevin Aladağ und Peter Vogel für den zweiten „Kubus. Sparda-Kunstpreis im Kunstmuseum Stuttgart“ zu dem Thema „Kunst & Musik“ nominiert.
Seit dem Sommersemester 2011 sind Gómez Barrio und Mayer als Professoren an der Staatlichen Akademie der Bildenden Künste Stuttgart tätig. Bis 2018 hatten sie den Lehrstuhl des Fachs Bildende Kunst / Intermediales Gestalten (IMG) inne. Seit dem Wintersemester 2018/2019 leiten sie gemeinsam mit Felix Ensslin den kunstpraktischen Masterstudiengang „Körper, Theorie und Poetik des Performativen“.

## Ausstellungen

### Einzelausstellungen (Auswahl)
- Letzteres aus Neu Jork. General Public, Berlin, 2006.
- Anitavirginiaalfombras. Freymond-Guth & Co., Zürich, 2007.
- mil veras, mil prinzessinen mil centralias. CA2M Centro de Arte Dos de Mayo, Mósteles Madrid (ES), 2008.
- Reihe: Ordnung sagt Freiheit. Kunstverein Harburger Bahnhof, Hamburg, 2009.
- El Valor de gallo negro (Buthe-Turm-Börse), Gruppenbild Teil 2, Neuer Berliner Kunstverein (n.b.k.), Berlin, 2010.
- Topsyturvy – Celebrating another World. De Appel, Amsterdam, 2012.
- The Rehearsal. The Kitchen, New York, 2014.
- Sticky Stage. District Berlin, 2017.

### Ausstellungsbeteiligungen (Auswahl)
- Pop! goes the weasel. Badischer Kunstverein, 2008.
- seen, unseen, scene. Centre d’art contemporain Genève, 2010.
- Intoleranz / Normalität. Grazer Kunstverein, 2012.
- Pop Politics: Activisms at 33 revolutions. Centro de Arte Dos de Mayo, Móstoles, Madrid, 2012.
- Open Scenario for Future. Künstlerhaus Stuttgart, 2013.
- Kubus. Sparda Kunstpreis. Kunstmuseum Stuttgart, 2015.
- Putting Rehearsals to the Test. SBC Gallery, Montreal, 2015.
- Mess With Your Values. Neuer Berliner Kunstverein, Berlin, 2018.
- Never Memorize Poems in Landscape Leeway. Galerie Nord/Kunstverein Tiergarten, Berlin, 2018.

### Performances (Auswahl)
- Roses and Paradise, Kunsthall, Oslo, 2001.
- Sexy Bloody Cat in der Ausstellung Public Affairs, Museum Moderner Kunst Stiftung Ludwig Wien, 2003.
- Ellipses (Electric Birdhouse). The World as a Stage (gemeinsam mit Rita McBride). Tate Gallery of Modern Art, London, 2007.
- MutterReGina (gemeinsam mit Rita McBride). Whitney Museum of American Art, New York, 2007.
- Duett #1, Museum X. Museum Abteiberg, Mönchengladbach, 2007.
- Duett #2 mit Ingrid und dem Squonk. Kunsthalle Bern, Bern, 2008.
- Ingrid (Inzwischen). Performa 09, New York, 2009.
- P P Piero und was dazwischen. Museu d’Art Contemporani de Barcelona, 2009.
- Jaccouzi of Muddy Tears. Haus der Kulturen der Welt, Berlin, 2010.
- Demonstrationen. Vom Werden normativer Ordnungen. Frankfurter Kunstverein, 2012.
- Testing (Re-)Production. Muzeum Sztuki w Łodzi, Łódź, 2013.
- A fragment of Sticky Stage. Altes Finanzamt, Berlin, 2014.
- Sticky Stage (in der Installation Arena von Rita McBride). Kunsthalle Düsseldorf, Düsseldorf, 2016.
- Hate Verses. Hamburger Bahnhof, Berlin, 2016.
- 2061 Inmoral Lidos. Finish Research Pavilion, Venedig, 2017.
- Love Any Out of (90 Seconds) End. Teatro Del Barrio, Madrid, 2017.
- 2061 Inmoral Lidos. The Performance Project, New York, 2018.
- Ingrid #54 (Moonearth Il Cielo In Una Stanza). Forum Freies Theater, Düsseldorf, 2020.

## Kataloge
- Juan Antonio Álvarez Reyes, Cristina Gómez Barrio, Miren Jaio, Matthew Lyons, Wolfgang Mayer, Ines Schaber, Leire Vergara, Jan Verwoert, Ctichi Zamora (Hrsg.): mil veral mil prinzessinnen mil centralias. Centro de Arte Dos de Mayo, Madrid 2008, ISBN 978-84-451-3143-5
- Kunstverein Hamburger Bahnhof (Hrsg.): Revue #6 Reihe: Ordnung sagt – Freiheit. Discoteca Flaming Star. Textem Verlag, Hamburg 2009, ISBN 978-3-938801-80-2
- Ulrike Groos, Eva-Marina Froitzheim (Hrsg.): Discoteca Flaming Star. Kubus. Sparda-Kunstpreis im Kunstmuseum Stuttgart. Wienand Verlag, Köln 2015, ISBN 978-3-86832-296-5
- Paolo Caffoni, Suza Husse (Hrsg.): Sticky Stage. A Book as Evidence & Script for Future Performances. Archive Books, Berlin 2019, ISBN 978-3-948212-14-8